# Ossibia fuscata
Ossibia fuscata là một loài bọ cánh cứng trong họ Cerambycidae.